# Джон Джордж
Джон Джордж (1594—1677) — англійський юрист і політик, який був членом палати громад у різний час між 1626 і 1678 роками.
Джордж був найстаршим із синів, що залишилися живими. Його батько — Роберт Джордж із Баунтона, мати — Маргарет Олдісворс, дочка Едварда Олдісворса із Глостера. Він був охрещений 15 вересня 1594. Отримав ступінь бакалавра в Коледжі Магдалени 6 липня 1614 року. 1 липня 1615 року Джорджа прийняли до Мідл-Темпл, де він отримав звання баррістера. Він був господарем маєтку в Баунтоні і заступником лейтенанта у графстві Глостершир.
У 1626 році Джордж був обраний членом парламенту Сайренсестер та переобраний в 1628—1629, коли король Карл вирішив правити без допомоги парламенту протягом 11 років. У квітні 1640 року він був знову обраний депутатом до Короткого парламенту, а в листопаді 1640 року — до Довгого парламенту. У серпні 1642 року він сформував гарнізон для парламенту в Сайренсестер, але був взятий у полон Принцом Рупертом навесні 1643 і засланий до Оксфорду. Граф Форт погрожував Джорджу стратою, якби полковник Файнс, губернатор Бристолю, страчував полонених. Хоча Файнс засудив полонених до смерті, граф Форт змилостився і пощадив Джорджа. Джордж після цього змінив свої погляди та почав підтримувати короля. Він був виключений з парламенту, тому повернувся до свого маєтку. Він став баррістером при дворі в листопаді 1653 р. і скарбником у листопаді 1658 р.
Після Реставрації Стюартів, Джордж був депутатом парламенту аж до своєї смерті.
Джордж, ймовірно, помер у грудні 1678 року у віці 85 років і був похований в Баунтоні 6 січня 1679 р.